# وائل غرز الدين
وائل غرز الدين (مواليد 3 فبراير 1978) هو مدرب كرة قدم أسترالي وكان آخر مدرب لنادي الاتحاد الأردني للسيدات. ولد غرز الدين في لبنان، وانتقل إلى أستراليا في سن مبكرة ويحمل جنسية مزدوجة.

## حياة مهنية

### وظيفة مبكرة
بدأ مسيرته التدريبية في أستراليا، ثم انتقل إلى البرازيل عندما درب فرق الشباب في أتلتيكو مينيرو وفلومينينسي، انتقل بعد ذلك إلى إسبانيا لتدريب فريق كورنيلا تحت 14 سنة، قبل أن ينتقل إلى لبنان، حيث درب فريق نجوم الرياضة الذي ينافس في الدوري اللبناني لكرة القدم للسيدات بين عامي 2014 و2016، وفاز بلقبين للدوري وكأس.

### لبنان
وفي عام 2017، أصبح غرز الدين المدير الفني لمنتخب لبنان للسيدات. حصل على المركز الثالث في بطولة اتحاد غرب آسيا لكرة القدم للسيدات 2019. تحت إدارته، حقق المنتخب الوطني أكبر قفزة في النقاط في تصنيف الاتحاد الدولي لكرة القدم لشهر ديسمبر 2021، ويرجع ذلك أساسًا إلى حصوله على المركز الثاني في تصفيات كأس آسيا للسيدات 2022. وفي فبراير 2022، استقال من منصبه كمدرب لمنتخب لبنان للسيدات.
كما درب منتخب لبنان للسيدات تحت 19 سنة بين عامي 2018 و2019، وحصل على المركز الثاني في بطولة اتحاد غرب آسيا للسيدات تحت 18 سنة 2018. وحقق هذا قفزة 22 مركزاً في تصنيف الاتحاد الآسيوي ليصل إلى المركز 12 آسيوياً.

### الاتحاد
في 22 فبراير 2022، عُين مدربًا رئيسيًا لفريق الاتحاد الأردني لكرة القدم للسيدات، وفي عامه الأول مع النادي، قاد الفريق إلى المركز الثاني في الدوري والكأس في الموسم الأول للنادي.
بدأ موسمه الثاني بالفوز في أول أربع مباريات، وسجل 18 هدفاً واستقبلت شباكه هدفين. واحتل النادي المركز الأول برصيد 17 نقطة، غادر غرز الدين الاتحاد في 1 أغسطس 2023، عند انتهاء عقده.

## الحياة الشخصية
ولد غرز الدين في رأس المتن، لبنان، ويحمل الجنسيتين اللبنانية والأسترالية.

## الإحصائيات الإدارية
آخر تحديث 28 يوليو 2023.
| الفريق            | من          | إلى         | جولة | جولة | جولة | جولة | جولة         | مرجع |
| الفريق            | من          | إلى         | دَرَبَ  | ف    | ت    | خ    | نسبة الفوز % | مرجع |
| ----------------- | ----------- | ----------- | ---- | ---- | ---- | ---- | ------------ | ---- |
| نادي نجوم الرياضة | مارس 2014   | أكتوبر 2016 | 31   | 25   | 4    | 2    | 080٫6        |      |
| لبنان للسيدات     | مارس 2017   | فبراير 2022 | 16   | 6    | 1    | 9    | 037٫5        |      |
| الاتحاد           | فبراير 2022 | أغسطس 2023  | 23   | 15   | 4    | 4    | 065٫2        |      |
| المجموع           | المجموع     | المجموع     | 70   | 46   | 9    | 15   | 065٫7        |      |

## الإنجازات
أتلتيكو مينيرو
- 2009

كرة القدم الأسترالية سكول
- كأس المعهد تحت 19 سنة: 2010

نجوم الرياضة
- الدوري اللبناني لكرة القدم للسيدات: 2014–15، 2015–16
- كأس الاتحاد اللبناني للسيدات : 2013–14 ، 2014–15

الاتحاد
- وصيف الدوري الأردني للسيدات: 2022
- وصيفة كأس الأردن للسيدات: 2022

لبنان تحت 19 سنة
- بطولة غرب آسيا تحت 18 سنة للفتيات: 2018

لبنان
- بطولة اتحاد غرب آسيا للسيدات المركز الثالث: 2019

## روابط خارجية
- وائل غرز الدين على الأرشيف الرياضي العالمي